# 直升機方塊

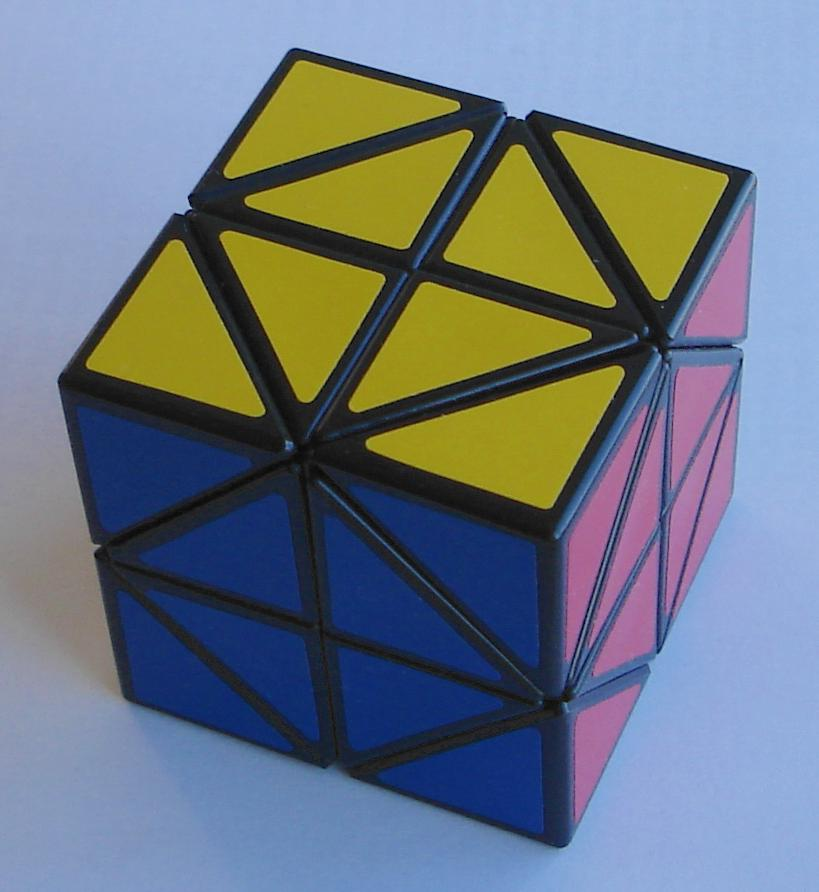
已完成的黑底色的梅弗特直升機方塊

直升機方塊（Helicopter Cube）又稱直升機魔術方塊是一種異形魔術方塊，由亞當·G·考恩（Adam G. Cowan）於2005年發明，並於2006年建造出來。
這種異形魔術方塊也是立方體外型的魔術方塊，其外觀有如二階魔術方塊和斜轉魔術方塊的組合，但實際切割方式不同。其轉動方式不是圍繞著面的中心轉動其面，而是圍繞著邊的中心來轉動其邊，因此又稱「邊轉立方體魔術方塊」。這種益智玩具的玩法是打亂其表面的顏色，並嘗試將其復原到原本每個面只有單一顏色的原始狀態。直升機方塊也存在一些變體，例如Curvy Copter和直升機斜轉方塊。

## 描述
直升機方塊是一個十二軸的魔術方塊，以轉動其稜為主，可以進行混元轉動（jumbling move），因此有時被稱為十二軸轉棱正六面體。其外型是一個立方體，切割成8個角塊和24個中心塊。每個角塊有三種顏色，而每個中心塊只有一種顏色。與一般的立方體魔術方塊不同，直升機方塊的面無法轉動，其是透過沿著邊轉動來打亂每一塊的位置。
當一個稜被轉動180度時，其兩個角塊會對調，並交換了與該稜相鄰的兩個面的兩個中心塊，並且會維持立方體的形狀。一般而言，這種方塊用這種方法就能打亂了。

### 混元轉動
混元轉動（jumbling move）是指一個魔術方塊在不完整的轉動時（如某個轉動只轉一半時）又轉動另外一不同的部分。混元轉動通常會導致方塊無法維持原本的形狀，進而產生更複雜的變化狀態。在解方塊時，允許混元轉動的方塊可以透過混元轉動讓某個邊塊、角塊或中心塊轉換到轉換到其他變換軌道，以簡化解的步驟。
直升機方塊允許混元轉動。當直升機方塊的其中一稜轉動約71度時，恰好能讓轉動中的其中一個角塊與一個中心塊和周邊的另一條稜的旋轉平面互相對齊，進而導致對齊的那條稜也能旋轉，但此時原本的稜只轉了約71度，未完成180度轉動，因此是一種混元轉動（jumbling move）。這樣的轉動會導致角塊和中心塊混合在一起，使方塊呈現非立方體的形狀，成為一個變形狀態。這時，某些原本能在立方體狀態進行的轉動，可能會在變形狀態後無法轉動。多次進行混元轉動也可能轉回到立方體的形狀，但一些中心塊的方向可能會錯誤，變成類似尖刺狀的狀態向外突出。

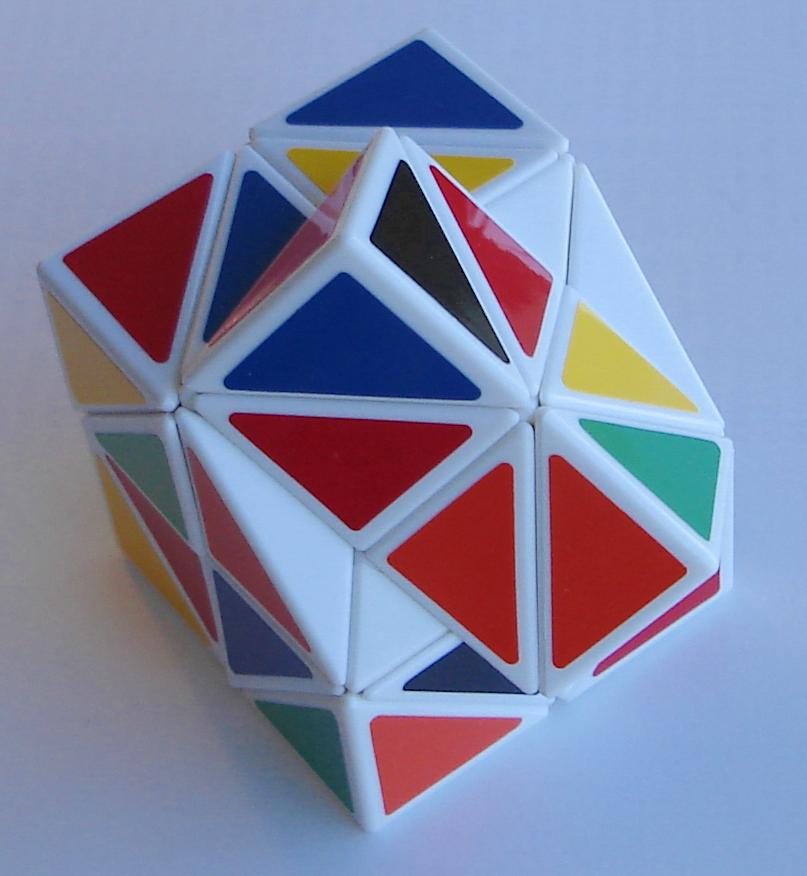
轉動約71°時，可以進行混元轉動
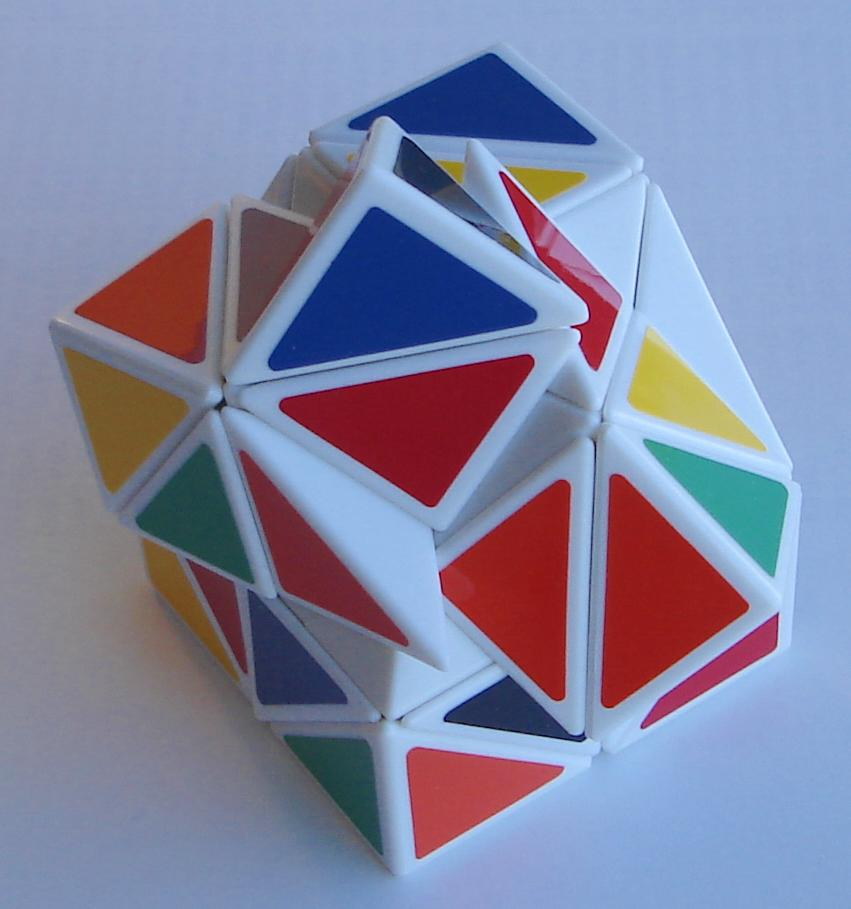
進行中的混元轉動
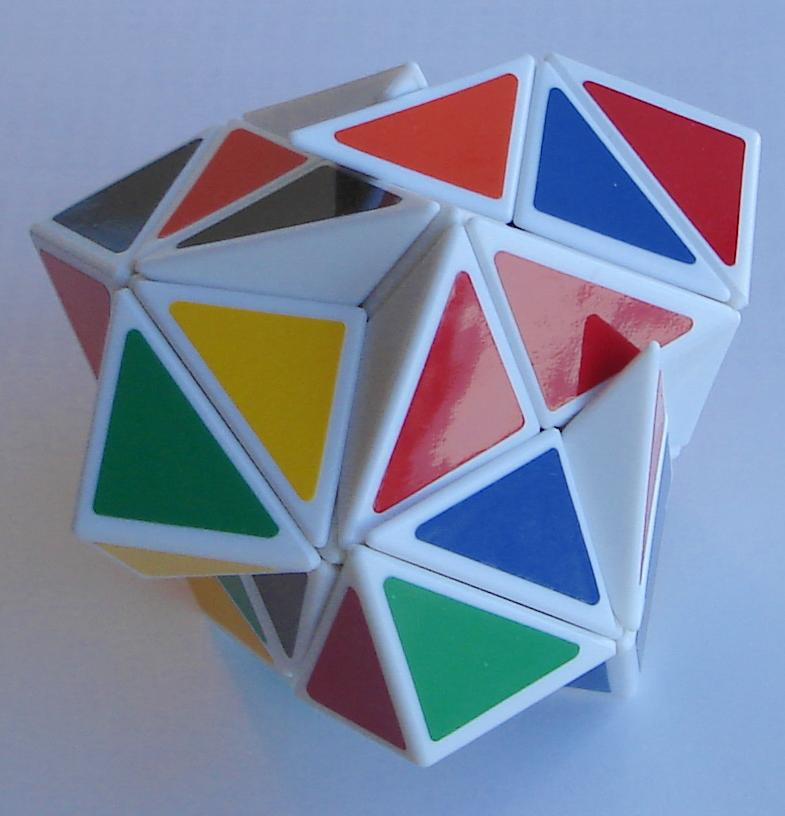
多次混元轉動後的打亂狀態

### 變體
直升機方塊有多種變體：
- 最初的直升機方塊，由The Twisty Store製造（並由烏韋·梅弗特（英语：Uwe Mèffert）出售），僅由8個角塊和24個面中心塊組成；
- 湯姆·范德贊登（Tom van der Zanden）的「Curvy Copter」。[4]直升機方塊的變體——Curvy Copter魔方這種方塊有額外的12個邊塊，每個邊塊有2種顏色。解的時候，需要沿著邊塊來進行，而一般的直升機方塊則不用，因為一般的直升機方塊其邊塊隱藏在內部。
- 「Curvy Copter Plus」。也是由湯姆·范德贊登發明。其比普通的Curvy Copter在中心位置有更多的切割線，增加了魔術方塊的複雜程度。
- 直升機斜轉方塊（Helicopter Skewb）。也是由湯姆·范德贊登發明。其外觀與一般的直升機方塊相同，但允許斜轉方塊的轉動模式。
- MF8於2014年生產的「Curvy copter 3」

## 解法
如果僅使用180°的轉動來打亂直升機方塊，則僅使用180°的轉動即可解完直升機方塊。但如果使用了混元轉動，即使將直升機方塊轉回立方體形狀，也可能會出現僅使用180°的轉動也無法解開的情況。因為在僅使用180°的轉動情況下，每個面中心塊只能在特定的6元循環位置（通常稱其為軌道）內進行排列。僅使用180°的轉動無法互換不同軌道中的面塊。然而混元轉動可以導致中心面塊的軌道中混入角塊，甚至可以交換不同軌道中的面塊，因此會出現僅使用180°的轉動也無法解開的情況。
直升機方塊有多種還原方法。以下列出多種方法的其中一種。這種直升機方塊的解法大致可以分成7個步驟：首先，先將直升機方塊轉回立方體形狀，第二步讓每個中心面塊的6元循環軌道都有六種顏色；第三部求解底面中心（如果有邊塊也需求解）；第四步將底部角塊轉到對應位置；第五步為求解側面下半部分的中心塊（如果有邊塊也需求解）；第六步是將頂部的角塊解好；最後一步是解完頂面的中心塊（如果有邊塊也需求解）即完成求解。

## 變化數
假設直升機方塊在沒有使用混元轉動的情況下被轉亂（即每個步驟都是轉動180度），此時角的任何排列都是可能的，包括奇數排列。其中七個角可以獨立旋轉，第八個角的方向取決於其他七個角，因此這部分能產生8!×37種變化。
中心的面塊共有24塊，理論上可以有24的階乘種排列方式。但中心的面塊只能在4個軌道上任意排列，每個軌道都包含所有顏色。因此排列的數量減少到只有6!4種排列方式。而中心的面塊的排列是偶排列，因此排列數再除以二。
假設立方體在空間中沒有固定的方向，並在不扭轉立方體的情況下轉動整個立方體能得到相同的顏色排列情況視為相同況的話，則排列的數量應減少24倍。這是因為立方體的所有24種可能的位置和方向由於缺乏固定中心，則他們皆與第一個角度的排列方式是等效的。這種情況只出現在計算N×N×N魔術方塊的N為偶數時。當N×N×N魔術方塊的N為奇數時，這種情況就不會發生，因為奇數階數有可參考的中心塊可以確定方向。因此除以二十四可視為將最開始的8!×37的8!除以8以及37除以3（8乘3等於24）得到7!×36。
因此直升機方塊（無混元轉動）的總變化數為：
{\displaystyle {\frac {7!\cdot 3^{6}\cdot 6!^{4}}{2}}\approx 4.94\times 10^{17}.}
整個值為493694233804800000（其數量級約在49京）
若允許混元轉動，但確保方塊都維持在立方體的形狀，則變化數有：
{\displaystyle {\frac {7!\cdot 3^{6}\cdot 24!}{4!^{6}}}\approx 1.19\times 10^{22}.}
整個值為11928787020628077600000（其數量級約在119垓）
若允許混元轉動，並允許方塊轉成非立方體的狀態，則需要依條件討論數種狀態下的變化數。其總共的變化數為15568653590593384802320800000（約1.56×1028，數量級約在1.6穰）。